# Конвергентный биллинг
Конвергентный биллинг (от лат. convergo — «сближаю», и биллинг) — это универсальная биллинговая система, обеспечивающая единое управление всеми пользователями и услугами, независимо от категории услуг, способа предоставления услуг, категории абонентов, методов оплаты.
Термин используется в телекоммуникациях, на практике говорят о конвергентном биллинге как об управлении в одной системе контрактными и предоплаченными услугами, а также выставлении единых счетов абонентам за все услуги.

## см. также
- Биллинг
- Конвергенция (телекоммуникации)
- Оператор универсальных услуг связи
- Triple play
- Quadruple play